# Czarna Woda (gmina)
Czarna Woda – gmina miejsko-wiejska w województwie pomorskim, w powiecie starogardzkim.
Siedzibą gminy jest miasto Czarna Woda.
Gmina miejsko-wiejska Czarna Woda została utworzona 1 stycznia 2014.

## Okoliczności zmiany statusu formalnoprawnego gminy
1 stycznia 2014 Czarna Woda zmieniła rodzaj gminy z miejskiego na miejsko-wiejski,
W praktyce oznaczało to wyłączenie poza administrację miasta obszarów sołectw Huta Kalna i Lubiki, nadając im status wsi. Z wyłączonych terenów powstał obszar wiejski gminy miejsko-wiejskiej Czarna Woda. 1 stycznia 2014 odebrany został też status miasta gminie miejskiej Czarna Woda z równoczesnym (tego samego dnia) nadaniem statusu miasta miejscowości Czarna Woda. Był to dwuetapowy zabieg administracyjny związany ze zmianą rodzaju gminy z miejskiej na miejsko-wiejską (z identyczną sytuacją spotkała się w 2008 roku Szczawnica, kiedy to przekształcono gminę miejską Szczawnica w miejsko-wiejską gminę Szczawnica).
Obszar miasta Czarnej Wody zmniejszył się do 994,48 ha; powierzchnia gminy pozostała identyczna, jak przed zmianą jej charakteru.
Gmina Czarna Woda jest położona między szerokością geograficzną N = 53°49′26″ i 53°52′17″ oraz długością 18°03′49″ i 18°12′40″
Zmiana statusu gminy podyktowana była wieloma warunkami. W części „wiejskiej” jednostki dominują funkcje rolnicze oraz usługi związane z obsługą rolnictwa i turystyki. Brak tam kanalizacji sanitarnej; jest tam też samodzielny wodociąg niezależny od miejskiej sieci wodociągowej. Tereny „miejskie” i „wiejskie” różnią się znacznie pod względem stopnia urbanizacji i rodzaju zabudowy. Wydzielenie części wiejskiej z miasta Czarna Woda umożliwi jej mieszkańcom korzystanie ze środków Unii Europejskiej przeznaczonych dla obszarów wiejskich oraz pozwoli na utworzenie gospodarstw agroturystycznych (m.in. dostęp do kredytów z tym związanych).
Dodatkowym powodem zmiany statusu miasta Czarna Woda z gminy miejskiej na miejsko-wiejską były wymagania TERYT. Do chwili obecnej nie sposób było znaleźć w wyszukiwarce GUS miejscowości: Lubiki, Lubiki Małe, Huta Kalna, Podlesie i Kamionna. Ulice posiadające nazwy i znajdujące się w miejscowościach Lubiki, Lubiki Małe i Huta Kalna, widniały w Czarnej Wodzie. Zmiana statusu spowodowała, że wyżej wspomniane miejscowości są widoczne w statystyce GUS z odpowiadającymi im ulicami.
Przy frekwencji 0,65% (miasto Czarna Woda), 18,39% (sołectwo Huta Kalna) i 14,21% (sołectwo Lubiki) za zmianą statusu gminy z miejskiej na miejsko-wiejski opowiedziało się 100% głosujących we wszystkich jednostkach.

## Sąsiednie gminy
Czersk, Kaliska, Osieczna